# Линдквист, Самуэль
Юхан Самуэль Линдквист (швед. Johan Samuel Lindqvist; 10 июня 1889, Стокгольм — 24 марта 1937, Стокгольм) — шведский футболист и тренер, а также игрок в боулинг. Выступал за национальную сборную Швеции.

## Биография
Выступал за «Юргорден» с 1906 по 1911 год. В его составе трижды играл в финале чемпионата Швеции. В 1910 году выиграл «Коринтианс Боул», футбольный турнир, проводившийся с 1906 по 1913 год в память о турне английского клуба «Коринтиан» по Швеции. В финальной встрече, состоявшейся 3 июля, со счётом 2:1 был обыгран «Эргрюте», выигравший все остальные розыгрыши турнира.
11 сентября 1910 года дебютировал за национальную сборную Швеции в товарищеском матче с Норвегией. Встреча прошла на стадионе «Фрогнер» в Осло и завершилась победой шведов со счётом 5:0.
После завершения карьеры работал в структуре «Юргордена». С 1929 по 1932 год был главным тренером клуба, а с 1932 по 1934 год - совместно с Рудольфом Кокком.
Помимо футбола работал страховым инспектором, а также играл в боулинг. Выиграл несколько чемпионатов по боулингу в составе команд в 1923 и 1926 годах.
Умер 24 марта 1934 года в Стокгольме.